# Acquanetta
Acquanetta (17 de julio de 1921-16 de agosto de 2004), también conocida como 'El Volcán Venezolano', fue una actriz de serie B que se hizo famosa por su belleza exótica.

## Primeros años
Los orígenes de Acquanetta no son conocidos con certeza. A pesar de que las fuentes difieren (algunos le dan como nombre al nacer Mildred Davenport, de Norristown, PA), pero Acquanetta siempre declaró que había nacido con el nombre de Burnu Acquanetta, que significa “Fuego Ardiente/Agua Profunda”, en Ozono, Wyoming. Huérfana de padres de la etnia Arapaho con solo dos años de edad,  vivió brevemente con un familiar antes de ser dada en adopción a una pareja artística con la que permaneció hasta que decidió irse a vivir independientemente a la edad de quince años. Otras fuentes sugieren que su raza era afroamericana; y su carrera siempre estuvo seguida estrechamente por la prensa afroamericana.
Según el censo de EE. UU. de 1940, tenía cinco hermanos, incluyendo una hermana, Kathryn Davenport, y un hermano, Horace Davenport, quien era, según el Colegio de Abogados de Pensilvania, "el primer juez afroamericano en el Condado de Montgomery."

## Carrera
Acquanetta empezó su carrera como modelo en la ciudad de Nueva York con Harry Conover y John Robert Power. Firmó con los  Estudios Universal en 1942 y actuó mayoritariamente en películas de serie B, incluyendo Noches árabes, La Espada de Monte Cristo, Mujer salvaje cautiva y La mujer de la jungla, en la que Universal intentó crear una franquicia de película de monstruo femenino con Acquanetta como un simio transformativo.
Después de que su contrato con Universal hubo expirado, Acquanetta firmó con Monogram Pictures pero no apareció en ninguna película. Entonces decidió firmar con RKO Pictures donde actuó en su única película de gran presupuesto, Tarzan y la mujer leopardo.

## Vida privada
En 1948, Acquanetta y el “millonario mexicano judío” Luciano Bashuk tuvieron un hijo, Sergio, quien murió en 1952 a la edad de 4 años. Tuvo un amargo divorcio en 1950, ya que perdió la mitad de la fortuna de su marido porque no pudo probar la existencia de ningún registro de su matrimonio.
En 1950, Acquanetta se volvió a casar, esta vez con el ilustrador y pintor Henry Clive; y también regresó al trabajo.
En 1953, decidió retirarse de la industria cinematográfica, y ejercer solo como disc jockey para la cadena radiofónica KPOL (SOY) en Los Ángeles, CA.  Después volvió a casarse, esta vez con Jack Ross, un propietario de un concesionario de coches. La pareja fijó su residencia en Mesa, Arizona, donde alcanzó cierto grado de popularidad después de aparecer con Ross en sus anuncios televisivos locales. También actuó como presentadora de un espectáculo televisivo local llamado Acqua's Corner que se emitía antes de las películas de cada viernes tarde-noche.   La pareja estaba considerada como 'ciudadanos prominentes', ya que donaron cantidades considerables de dinero a la Orquesta Sinfónica de Phoenix, la construcción del Mesa Lutheran Hospital y fundando el Teatro Stagebrush.  Ella y Ross tuvieron cuatro niños, y se divorciaron en 1980. En 1987, Acquanetta vendió las ruinas de Mesa Grande a la ciudad de Mesa.
Acquanetta también escribió un libro de poesía, El Silencio Audible, ilustrado por Emilie Touraine (Flagstaff, Arizona): Northland Prensa, 1974.
Nunca fumó, ni bebió alcohol, té, o café.
En 1987, un grupo musical formado solo por mujeres adaptó su nombre al de 'El Aquanettas', como tributo a esta actriz.
Acquanetta sucumbió a las complicaciones de la enfermedad de Alzheimer el 16 de agosto de 2004, en Hawthorn Court en Ahwatukee, Arizona a la edad de 83 años.
Una de las leyendas urbanas de Phoenix cuenta que Acquanetta llenó el descapotable de su marido, un Lincoln Continental, de cemento, cuando se enteró de sus infidelidades.

## Filmografía
| Año  | Película                    | Función                         | Notas                |
| ---- | --------------------------- | ------------------------------- | -------------------- |
| 1942 | Noches árabes               | Ishya                           | Aparición            |
| 1943 | El ritmo de las islas       | Luani                           | Tan Burnu Acquanetta |
| 1943 | La mujer salvaje cautiva    | Paula Dupree @– la Chica Gorila |                      |
| 1944 | La mujer de la jungla       | Paula Dupree @– la Chica Gorila |                      |
| 1944 | Los ojos del muerto         | Tanya Czoraki                   |                      |
| 1946 | Tarzan y la mujer leopardo  | Lea, el Alto Priestess          |                      |
| 1951 | La espada de Monte Cristo   | Felice                          |                      |
| 1951 | El continente perdido       | Chica nativa                    |                      |
| 1951 | Callaway se fue por ahí     | Chica nativa con Smoky          | Aparición            |
| 1953 | ¡Haz lo correcto!           | Chica de barra                  | Aparición            |
| 1990 | La Leyenda de Grizzly Adams |                                 |                      |